# Gärsnäs slott
Gärsnäs slott är ett slott i Östra Herrestads socken Simrishamns kommun. Slottet är beläget i Gärsnäs, vid Tommarpsån. Det är känt sedan mitten av 1300-talet.

## Historia
Huvudgården var under medeltiden omgiven av breda vallgravar. Den har troligen fått sitt namn efter ägare av släkten Drefeld, som från början hette Gjordsen. Från denna släkt övergick gården på 1600-talet till ståthållaren på Gotland, Falk Lycke, som uppförde den nuvarande manbyggnaden, säkerligen på grunden av en äldre borg. Från hans änka gick gården i arv till hennes brorson kammarherre Henrik Rantzau, från vars arvingar det på 1680-talet indrogs till kronan. 
År 1702 inlöstes det av landshövdingen i Blekinge Jöran Adlersteen. Efter flera ägarbyten kom slottet till släkten Schönström och därefter genom gifte 1848 till släkten Rosencrantz. 
Från 1931 ägdes det av Thure Nilsson och hans arvtagare. År 2003 köptes slottet av Bettina och Erik Persson-Søndergaard, från Danmark. Det såldes åter 2009 till Mikael Kretz. Nuvarande ägare är Ludvig Friberger.